# Battlefield (serie)
Battlefield (lett. "campo di battaglia") è una serie di videogiochi di guerra di genere sparatutto in prima persona sviluppata da Digital Illusions Creative Entertainment e pubblicata da Electronic Arts. Le ambientazioni variano a seconda del titolo, tra il XX secolo e il XXII secolo, in scenari realistici o immaginari.
La serie prevede titoli esclusivi per piattaforme Windows e altri ad appannaggio esclusivo delle console. Nonostante prevedano anche una modalità giocatore singolo, hanno riscontrato particolare successo per la componente multigiocatore online, sebbene nei primi titoli questa fosse disponibile solo per piattaforma Windows.

## Videogiochi

### Battlefield 1942(2002)
Battlefield 1942 è il primo titolo della serie per piattaforma Windows; l'ambientazione è quella della seconda guerra mondiale e prevede l'impersonificazione di un soldato che può appartenere al fronte alleato (quindi esercito statunitense, inglese o sovietico) o all'Asse (quindi esercito tedesco, italiano o giapponese). Nel gioco si assiste alla perfetta riproduzione di armi, dei mezzi e degli scenari che hanno caratterizzato la 2ª Guerra Mondiale. Il gioco prevede due espansioni ufficiali (titolate The Road to Rome, lett. La strada per Roma e Secret Weapons of WWII, lett. Armi segrete della 2ª Guerra Mondiale), e due espansioni non ufficiali ma largamente utilizzate, intitolate Desert Combat e DC Final, che aggiungono nuovi mezzi, armi e mappe al gioco originale.

### Battlefield Vietnam(2004)
Battlefield Vietnam è il secondo titolo della serie, a distanza di due anni da Battlefield 1942; la piattaforma scelta è sempre Windows. L'ambientazione è quella della Guerra del Vietnam, che vede dunque i marines degli Stati Uniti fronteggiare l'esercito nordvietnamita. Anche in questo caso EA ha curato una perfetta riproduzione di armi, dei mezzi e degli scenari che hanno caratterizzato la guerra. Il gioco non ha prodotto espansioni, forse a causa del minor successo registrato rispetto a Battlefield 1942.

### Battlefield 2(2005)
Battlefield 2 è il titolo che ha consacrato la serie Battlefield a pietra miliare dell'online first person shooting. Le vicende del gioco trattano di un'ipotetica guerra nel vicino futuro, i cui contendenti sono il corpo dei marines degli Stati Uniti (USMC), la Repubblica Popolare Cinese (PRC), e la Coalizione Medio Oriente (CMO). Il clamoroso successo del gioco ha favorito la produzione di un'espansione (Special Forces) e ben due Booster Pack (Euro Force e Armored Fury).

### Battlefield 2: Modern Combat(2005)
Battlefield: Modern Combat è il primo titolo della saga ad esser adattato per console; le vicende del gioco trattano di una guerra fittizia fra le forze della NATO e la Cina, che si dovranno combattere fra di loro in Kazakistan. Il gioco prevede, oltre ad una campagna in Single Player, anche la possibilità di giocare online.

### Battlefield 2142(2006)
Battlefield 2142 è il quarto titolo della serie targata EA/DICE (ad esclusione di quelli per console). Il gioco è ambientato nel XXII secolo, durante una nuova era glaciale; le due fazioni contrapposte sono l'Unione Europea (EU) e la Coalizione Panasiatica (CPA). Sul finire del 2007 EA ha distribuito il primo Booster Pack del gioco: Northern Strike.

### Battlefield: Bad Company(2008)
Battlefield: Bad Company è il secondo titolo della serie per console, che adopera il motore grafico Frostbite, sviluppato dalla stessa DICE. Il gioco, previsto per le piattaforme PlayStation 3 e Xbox 360, ruota intorno alle avventure di una squadra di quattro soldati dell'esercito americano (la Bad Company, per l'appunto); come sfondo, le vicende di una guerra fittizia fra la Federazione Russa e gli Stati Uniti d'America, probabilmente per questioni legate al controllo delle maggiori zone petrolifere.

### Battlefield 1943(2009)
Battlefield 1943 è uno sparatutto in prima persona, creata dalla Digital Illusions Creative Entertainment. Può essere giocato solamente online, su tre mappe che rappresentano altrettante isole dell'oceano Pacifico. Il gioco è acquistabile per console solamente attraverso PlayStation Store e Xbox Live.

### Battlefield: Bad Company 2(2010)
Battlefield: Bad Company 2 implementa il nuovo graphic engine Frostbite 1.5, sviluppato da Digital Illusions CE. Il gioco è stato distribuito per PS3, PC e Xbox 360. Il 18 dicembre è uscita l'espansione Battlefield: Bad Company 2: Vietnam, che aggiunge alcune mappe multigiocatore ambientate in Vietnam.

### Battlefield 3(2011)
Lo sparatutto di DICE disponibile da autunno 2011 è il seguito di Battlefield 2 e implementa il nuovo engine Frostbite 2.0. È stato pubblicato per console e per PC. Parla di una guerra tra gli Stati Uniti e il PLR in Asia, dove impersonerete un sergente dei marine il cui scopo sarà quello di evitare un attacco terroristico a New York, in seguito ad un altro avvenuto a Parigi. Oltre al marine "Henry Blackburn", si potrà utilizzare il personaggio "Dimitri "Dima" Mayakovsky", che opereranno per lo stesso scopo.

### Battlefield 4(2013)
È stato annunciato ufficialmente da Electronic Arts durante la campagna promozionale di Medal of Honor: Warfighter. È il seguito di Battlefield 3. Pubblicato il 31 ottobre 2013 per PlayStation 3, Xbox 360, Microsoft Windows, il 22 novembre per Xbox One e il 29 novembre per PlayStation 4. Disponibile sulla piattaforma Origin.

### Battlefield 1(2016)
Il quinto capitolo è ambientato durante la prima guerra mondiale e vede campi di battaglia che spaziano dalle Alpi italiane fino ai deserti arabi. Sono stati introdotti veicoli come: mongolfiere, biplani, carri armati, navi da guerra, dirigibili, treni e cavalli. È stato inserito un ricco arsenale di armi automatiche, fucili e pistole fedeli all'epoca ed è stato completamente rivisto il combattimento corpo a corpo, che rappresenta ora un elemento importante del gameplay. Il gioco è uscito per PlayStation 4, Microsoft Windows e Xbox One il 21 ottobre 2016, ma i giocatori iscritti al programma EA Access e quelli che hanno preordinato il gioco hanno potuto iniziare a giocare anticipatamente il 18 ottobre.

### Battlefield V (2018)
Sviluppato da Digital Illusions Creative Entertainment (DICE) e pubblicato da Electronic Arts, Battlefield V è il sedicesimo capitolo della serie Battlefield. Il gioco è uscito per Microsoft Windows, PlayStation 4 e Xbox One il 20 novembre 2018. Il gioco continuerà il filone storico del suo precursore Battlefield 1, concentrandosi e basandosi sulle ambientazioni e vicende della seconda guerra mondiale. Per la versione PC è stato uno dei primi giochi a supportare la tecnologia Ray Tracing di Nvidia per aumentare il realismo dei riflessi e dell'illuminazione grafica.

### Battlefield 2042 (2021)
Sviluppato da Digital Illusions Creative Entertainment (DICE) e pubblicato da Electronic Arts, Battlefield 2042 è il diciassettesimo capitolo della serie Battlefield. Il gioco è uscito per Microsoft Windows, PlayStation 4, PlayStation 5, Xbox One e Xbox Series X/S il 19 novembre 2021.

## Spin-off

### Battlefield Heroes(2009)
Battlefield Heroes è un titolo della serie (disponibile solo su Microsoft Windows) che presenta tratti completamente differenti rispetto a quelli degli altri capitoli: è infatti un gioco in stile cartoon shooter ed è stato sviluppato presso la Digital Illusions Creative Entertainment, dietro produzione della Electronic Arts. È stato messo in commercio il 25 giugno 2009. Battlefield Heroes è stato il primo gioco della Electronic Arts completamente gratuito (scaricabile dal sito ufficiale); le spese di programmazione sono state principalmente ripagate con la pubblicità sul sito web ufficiale e alla chiusura del gioco, oltre che con la vendita di oggetti per personalizzare l'aspetto del proprio avatar all'interno del gioco.

### Battlefield Online(2010)
Battlefield Online è un first person shooter sviluppato da DICE, EA e Neowiz Gamese e prodotto da quest'ultima. Il gioco è un remake di Battlefield 2, ma con una versione modificata del motore grafico di Battlefield 2142 avente una potenza superiore.

### Battlefield Play4Free(2011)
Battlefield Play4Free è un titolo gratuito nella sua versione base. All'interno del gioco è possibile comprare e personalizzare il proprio equipaggiamento anche se EA non garantisce la continuità dell'utilizzo di ciò che è stato acquistato. Il gioco riprende la maggior parte delle sue mappe da Battlefield 2 (Basra, Dalian, Dragon Valley, Karkand, Mashtuur, Oman e Sharqi).

### Battlefield Hardline(2015)
Battlefield Hardline è uno spin-off di Battlefield 4 dedicato alle console old-gen e next-gen, quindi Microsoft Windows, Xbox 360, PlayStation 3, Xbox One e PlayStation 4. Battlefield Hardline è ambientato in uno scenario in cui si scontrano la fazione della Polizia e la fazione dei "Criminali". Gli scontri si svolgono in paesaggi urbani, anche se non mancano alcune ambientazioni a tema maggiormente naturalistico. É presente, come in Battlefield 4, il Levolution, ovvero la possibilità di mutare drasticamente lo scenario di gioco attraverso eventi distruttivi. Il gioco è stato messo in commercio entro il primo trimestre del 2015. Il gioco è interamente sviluppato da Visceral Games (già famosa per la serie Dead Space).